# Torrentz
Torrentz was een in Finland gestationeerde metazoekmachine voor BitTorrent die werd gerund door een persoon bekend als 'Flippy'. Het indexeerde torrents van verscheidene grote torrentwebsites en toonde bij deze torrents lijsten van trackers die soms niet aanwezig waren in de gevonden .torrent-bestanden. Op deze manier konden andere trackers het werk overnemen als een tracker offline was. Op Torrentz stonden geen .torrent-bestanden en ook niet de bestanden die door middel van torrents gedownload konden worden: er stonden alleen links op naar websites die deze bestanden wel verstrekten. In 2012 was de website de op een na populairste torrentwebsite, achter The Pirate Bay.

## Gebruik
De gebruikersomgeving is simpel en bestaat uit twee blokken: een gebruikersmenu en een zoekbalk. De effecten werken op JavaScript. Gebruikers hoeven zich niet te registreren om de zoekmachine te gebruiken.
Om te zoeken typt men trefwoorden die slaan op de te zoeken .torrent-bestanden. Er kunnen invulsuggesties worden getoond. Nadat men klaar is met intypen drukt men op enter of klikt men op de zoekknop. Er verschijnt een lijst met de gevonden bestanden. Als de gebruiker klikt op een torrent, komt hij op een pagina waar een lijst met links staat naar de websites waarop de bestanden staan. Op dezelfde pagina kunnen gebruikers aangeven of de torrent de juiste data bevat, of dat het bijvoorbeeld een virus of nepbestanden bevat. Het is ook mogelijk een opmerking achter te laten. Om dit te doen moet men een account aanmaken.

## Geschiedenis
In november 2008 gebruikten oplichters vervalste papieren om de domeinnaam van Torrentz, toen www.torrentz.com, te bemachtigen. De administrator van de website plaatste hierop een kopie van torrentz.com op torrentz.eu. Op 18 december 2010 werd torrentz.eu de standaard domeinnaam van Torrentz, omdat Amerikaanse autoriteiten beslag legden op de domeinnamen van verscheidene torrentwebsites. Op 26 mei 2014 na verzoek van de Britse Politie is het hoofd DNS adres Torrenz.eu geschorst. De actie van de Britse politie is omvattender dan dat. Ook andere sites die beschuldigd worden van het maken van inbreuk op copyright zijn offline gehaald

## Verwijzingen
1. ↑  torrentz.eu - Torrent Search Engine. Whois.domaintools.com (4 november 2008). Geraadpleegd op 16 april 2011.
2. ↑  Top 10 Most Popular Torrent Sites of 2012. Torrentfreak.com (7 januari 2012). Geraadpleegd op 2 november 2012.
3. ↑  Torrentz Faces Hostile Domain Takeover. Torrentfreak.com (5 november 2008). Geraadpleegd op 16 april 2011.
4. ↑  Torrentz dumps .com. Torrentfreak.com (18 december 2010). Geraadpleegd op 16 april 2011.